# Seilbremse

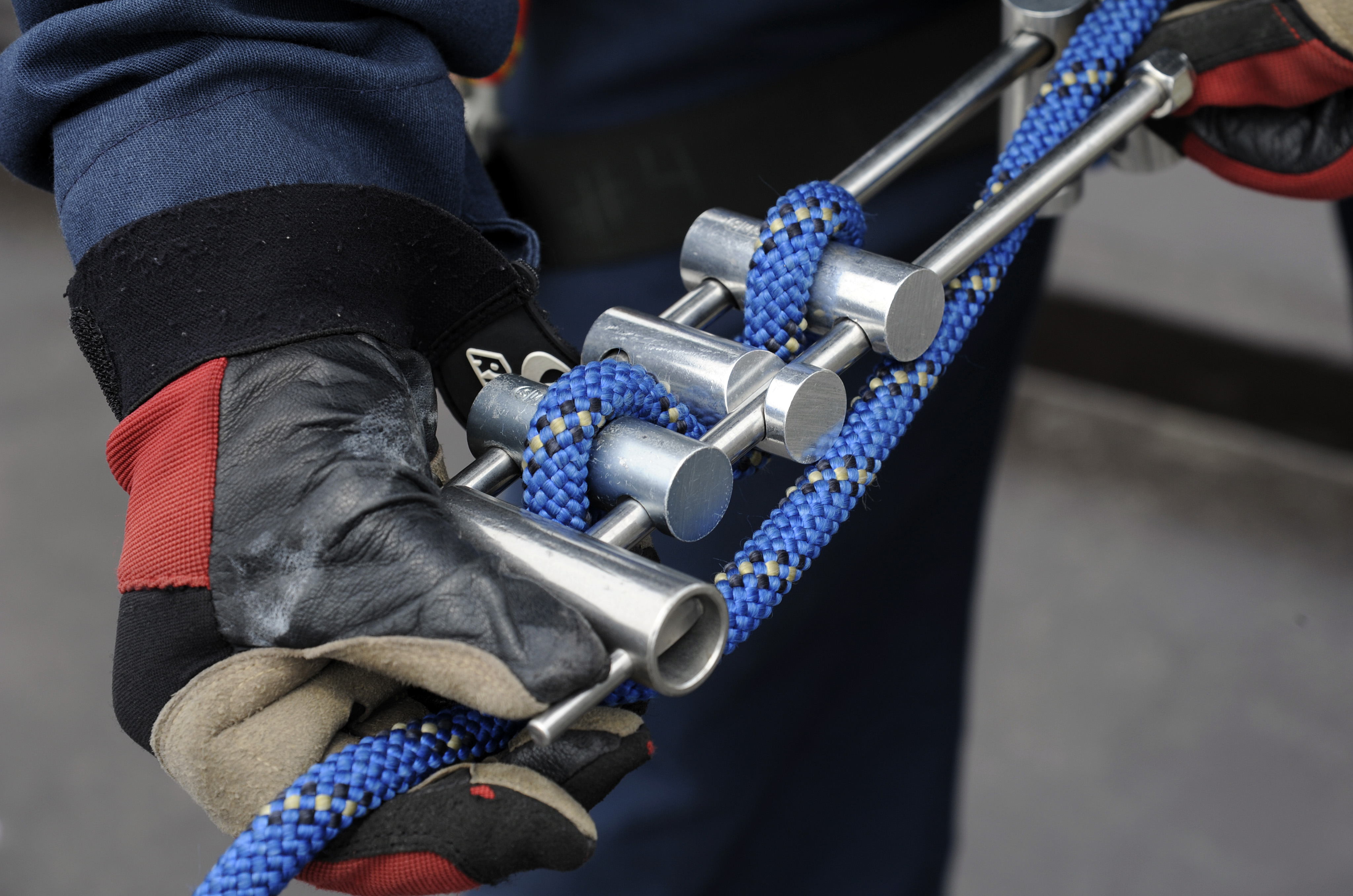
Einfache Seilbremse eingesetzt bei Höhlenforschern

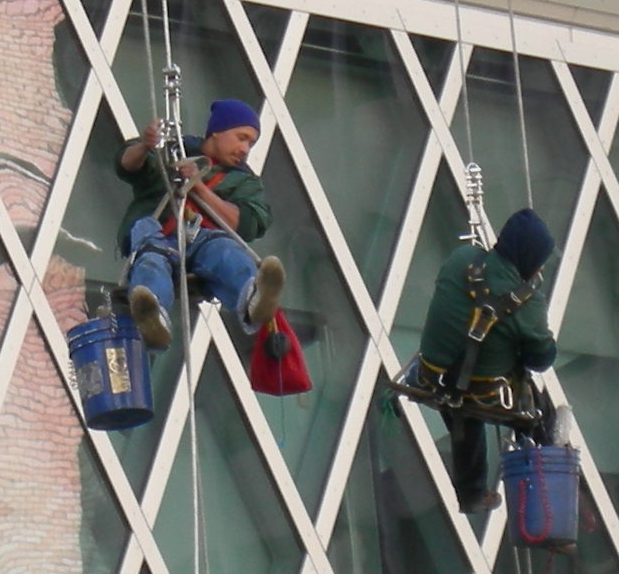
Fensterputzer in Seattle mit Seilbremse

Eine Seilbremse ist ein Sicherungs- und Abseilgerät und wird im Klettersport und beim Industrieklettern verwendet.

## Funktionsweise
Seilbremsen haben die Aufgabe, ein durchlaufendes Seil durch Reibung so abzubremsen, dass eine Bewegung gestoppt oder mit Lastenverteilung ausreichend abgebremst wird. Bei einem Sturz wird das Seil durch Entwicklung von Reibung durch die Seilbremse gezogen und der Fangstoß wird gedämpft.
Es gibt Seilbremsen, die durch Körperkraft betätigt werden, oder mit Totmanneinrichtungen, die bei abruptem Fall oder Panik automatisch auslösen und blockieren. Durch das Betätigen eines Hebels wird der Seillauf freigegeben, bei plötzlichem Festhalten oder Loslassen des Hebels blockiert das Gerät sofort.
Nur wenige Seilbremsgeräte sind zum Vorstieg zugelassen. Zu beachten ist, dass die meisten nur zum Abseilen und in der Sicherung des Nachstiegs benutzt werden dürfen, da sie den plötzlichen Fangstoß nicht auffangen können und es zu technischem Versagen kommen kann.

## Versionen
- Abseilachter
- Steigklemme bzw. Seilklemme
- automatische Sicherungsgeräte mit, zum Teil, Panikfunktionen bzw. Totmanneinrichtungen. (Blockieren bei panikartigen Festhalten oder Loslassen der Hebel)
- in nur eine Richtung freilaufende Seilbremsen

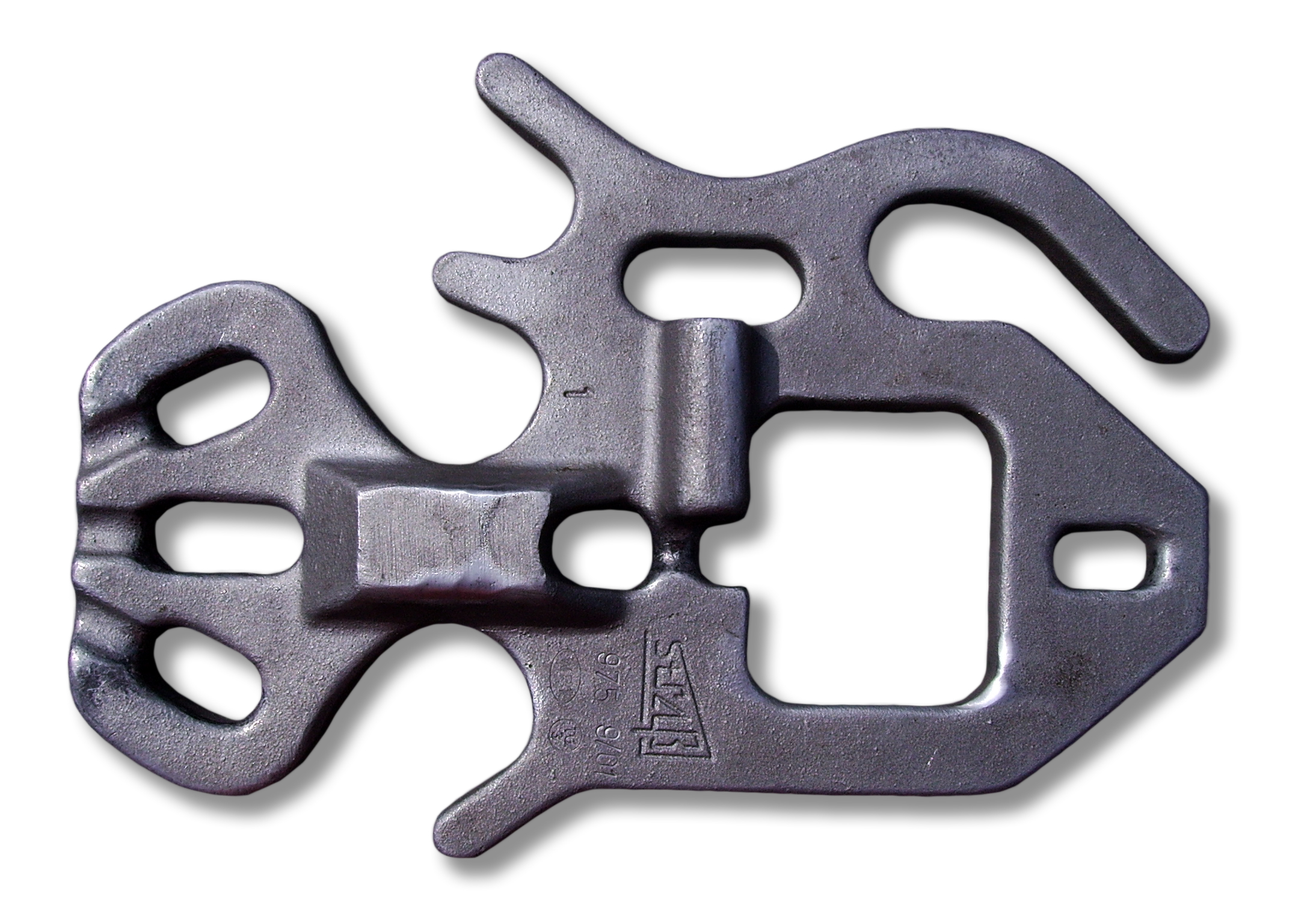
Radeberger Haken
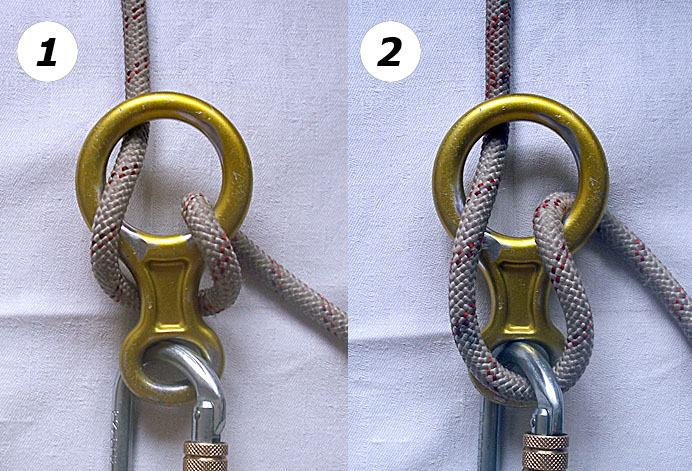
Abseilachter
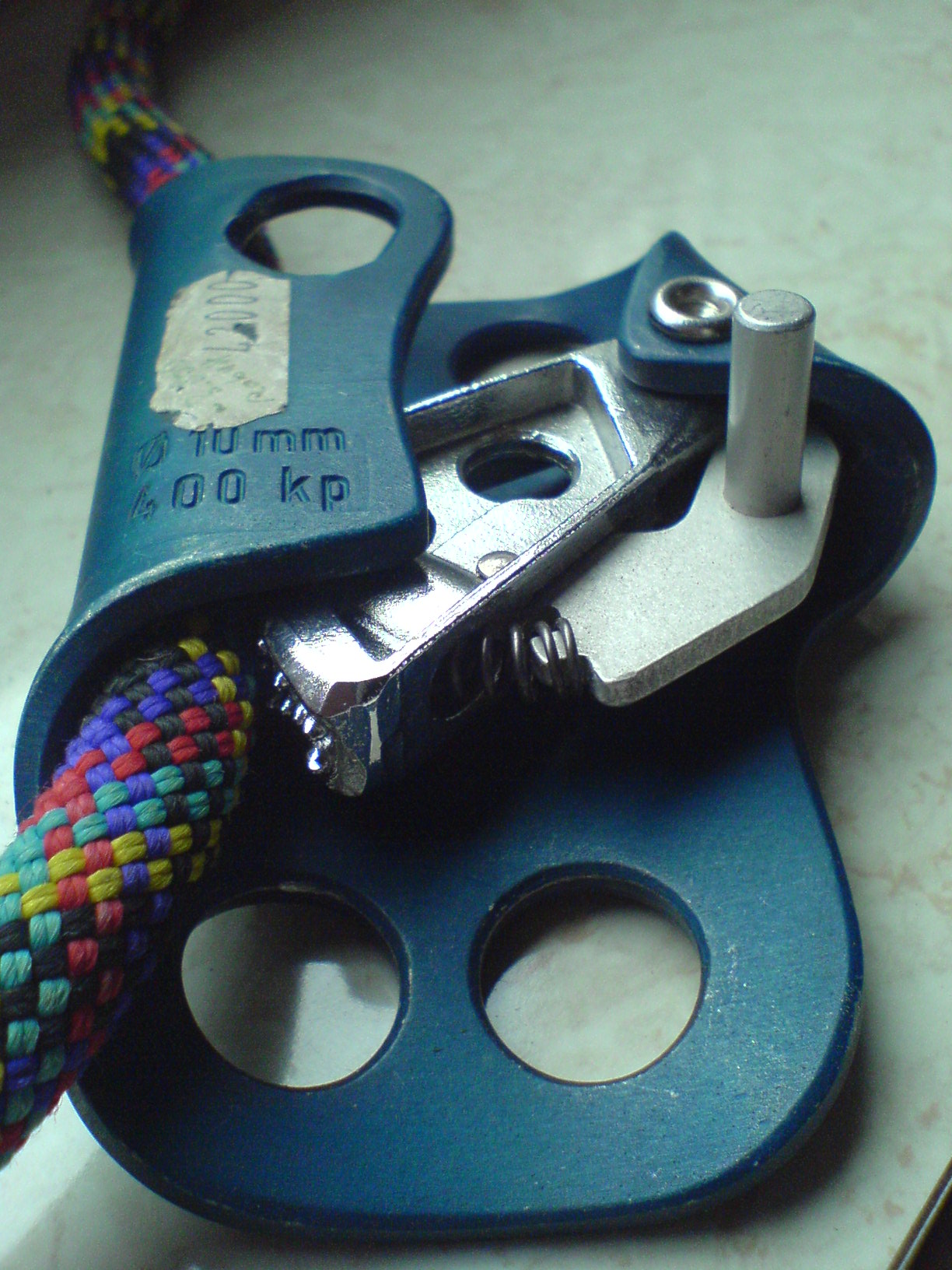
Steigklemme von Vaude
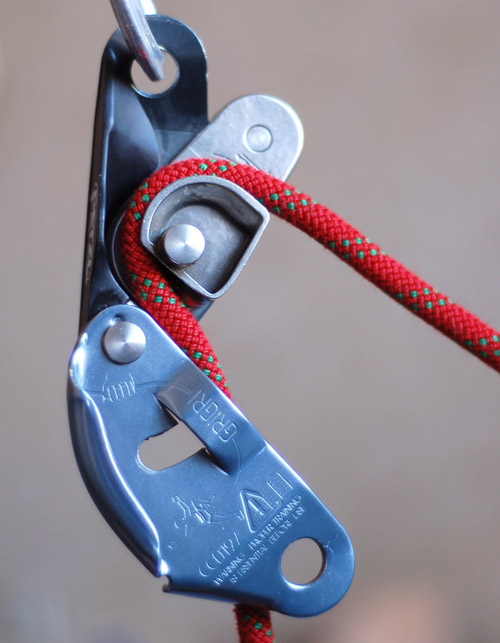
Geöffneter Grigri
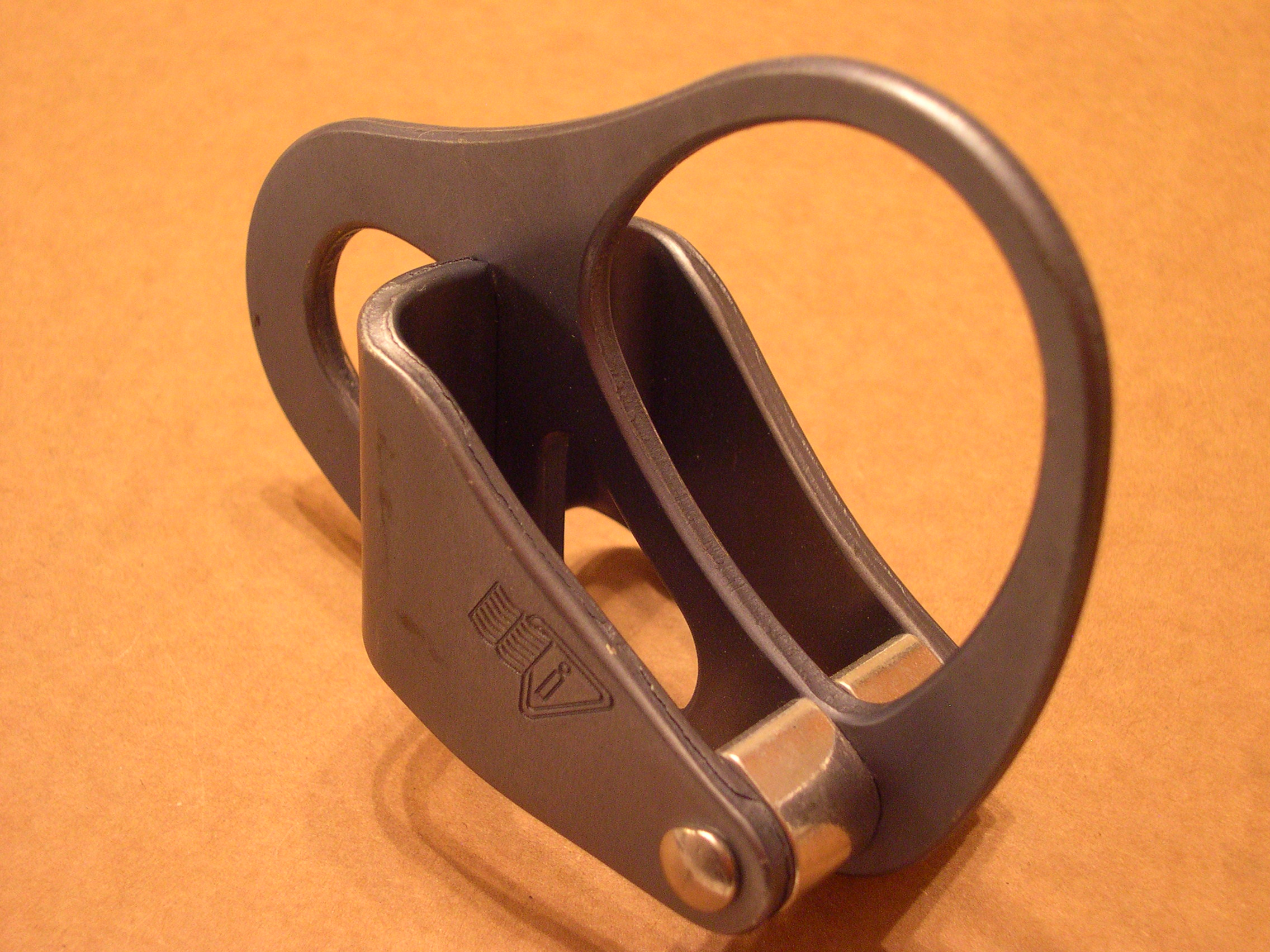
Reverso
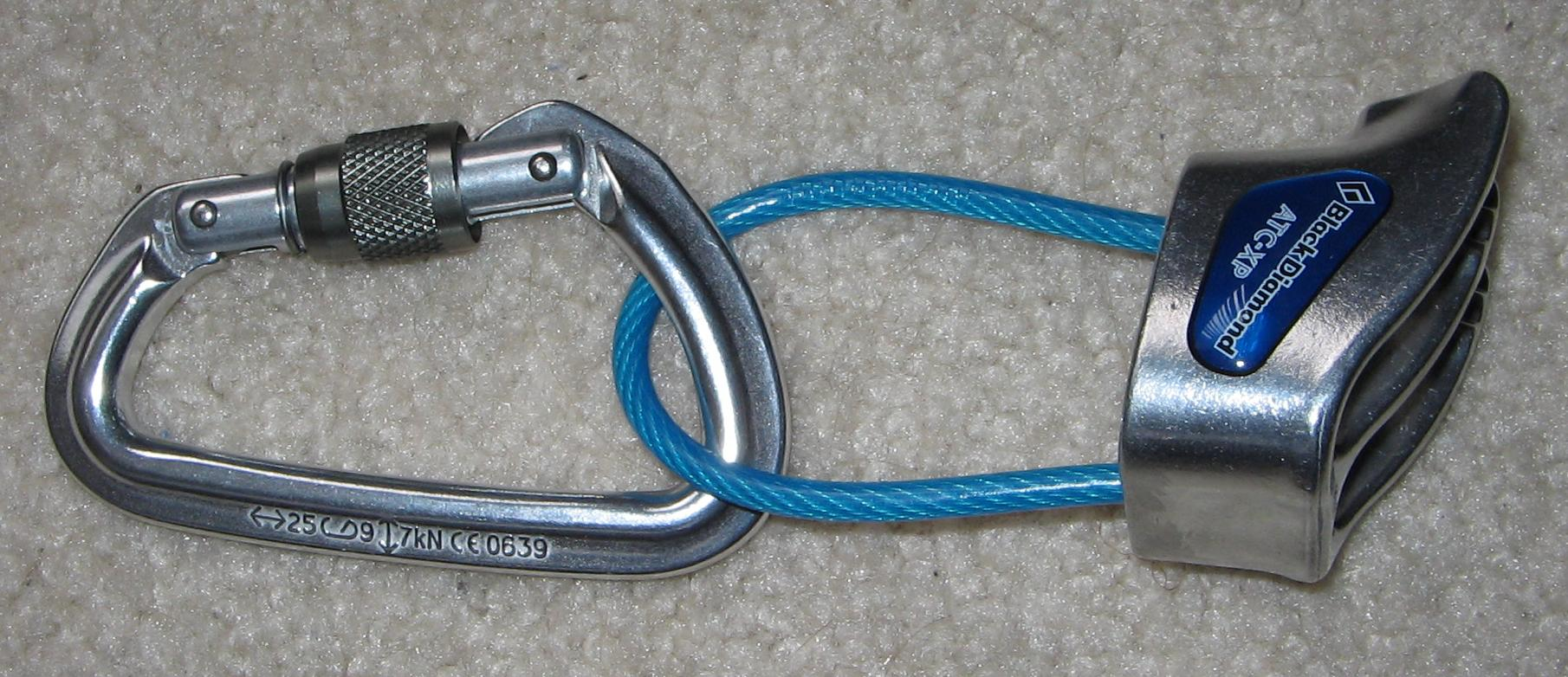
ATC-XP mit Karabiner